# Limenitis urraca
Limenitis urraca är en fjärilsart som beskrevs av Felder 1862. Limenitis urraca ingår i släktet Limenitis och familjen praktfjärilar. Inga underarter finns listade i Catalogue of Life.